# 令和☆フェアリー
令和☆フェアリーは、2019年4月13日に結成された日本の女性アイドル・グループ。所属事務所はプロジェクトティー アイドル部。
キャッチフレーズは「日本最速新元号アイドル」。略称は、レイリー。

## 略歴
- 2019年02月24日、プロジェクトティーアイドル部の新グループ誕生が発表される。
- 2019年04月01日、新グループ名が令和☆フェアリーとなることが発表される。[1]

- 2019年04月13日、令和☆フェアリーお披露目ライブ。
- 2019年06月22日、一ノ瀬広乃生誕祭。
- 2019年08月23日、初の単独ミッションライブを達成。フェアリーマジカルの音源化、新曲制作が決定。
- 2019年09月29日、森口優奈生誕祭。
- 2019年10月07日、10月22日をもって活動休止となることが発表される。
- 2019年10月15日、夢原あこ生誕祭。
- 2019年10月22日、活動休止ライブ。夢原あこ、ソロへ転向。城乃佑奈、ふぇありーているず!４期候補生として活動。森口優奈、卒業。一ノ瀬広乃、３月中旬まで活動休止。

## メンバー
| 名前        | よみ            | 愛称       | 担当カラー   | 生年月日               | 血液型 | 出身地 | Twitter       | 備考                  |
| ----------- | --------------- | ---------- | ------------ | ---------------------- | ------ | ------ | ------------- | --------------------- |
| 森口 優奈   | もりぐち ゆうな | ゆななん   | オレンジ     | 1995年9月21日（29歳）  | B型    | 岐阜県 | @moriguchi_pt |                       |
| 夢原 あこ   | ゆめはら あこ   | あこちゃん | アリスブルー | 2000年10月17日（24歳） | A型    | 愛知県 | @yumehara_pt  | 元ふぇありーているず! |
| 城乃 佑奈   | しろの ゆな     | ゆなちー   | ホワイト     | 1999年12月16日（25歳） | A型    | 長野県 | @shirono_pt   |                       |
| 一ノ瀬 広乃 | いちのせ ひろの | ひーちゃん | ワインレッド | 2002年6月26日（22歳）  | AB型   | 愛知県 | @ichinose_pt  |                       |

## オリジナル楽曲
- フェアリーマジカル
- 新曲(未定)